# آن إيليزا يونغ
آن إيليزا يونغ (بالإنجليزية: Ann Eliza Young)‏ هي كاتبة سير ذاتية أمريكية، ولدت في 13 سبتمبر 1844 في ناوفو في الولايات المتحدة، وتوفيت في 7 ديسمبر 1917 بسبب ذات الرئة.